# Landgericht Buchloe
Das Landgericht Buchloe war ein von 1804 bis 1879 bestehendes bayerisches Landgericht älterer Ordnung mit Sitz in Buchloe im heutigen Landkreis Ostallgäu. Die Landgerichte waren im Königreich Bayern Gerichts- und Verwaltungsbehörden, die 1862 in administrativer Hinsicht von den Bezirksämtern und 1879 in juristischer Hinsicht von den Amtsgerichten abgelöst wurden. Dabei wurden 1862 für die Verwaltungsaufgaben der Landgerichtsbezirke Kaufbeuren und Buchloe das neue Bezirksamt Kaufbeuren geschaffen.

## Geschichte

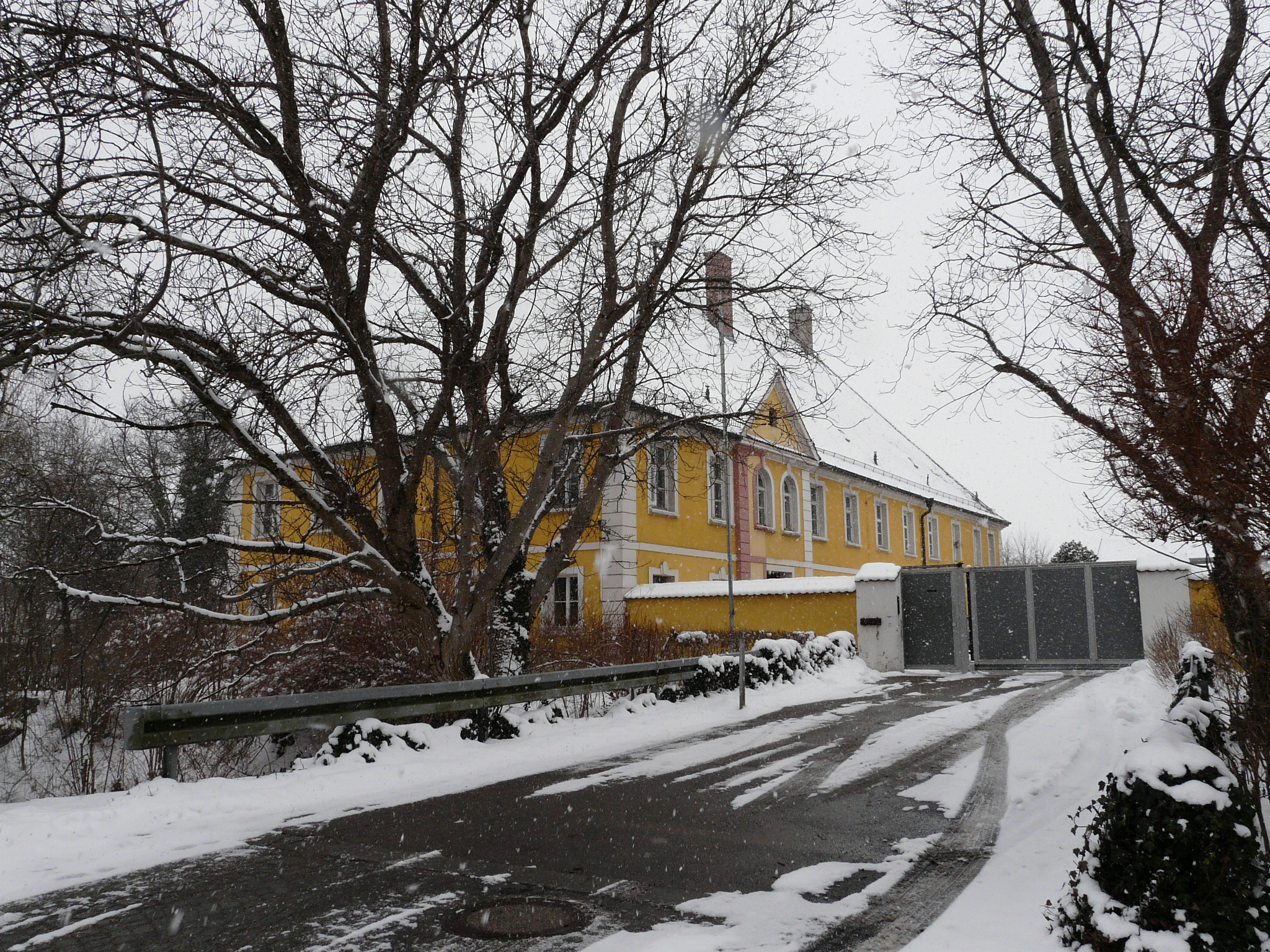
Ehemaliges Landgerichtsgebäude, heute die Polizeidienststelle

Im Jahr 1804 wurde im Verlauf der Verwaltungsneugliederung Bayerns das Landgericht Buchloe errichtet. Dieses wurde dem Lechkreis und ab 1810 dem Illerkreis unterstellt.
Anlässlich der Einführung des Gerichtsverfassungsgesetzes wurde am 1. Oktober 1879 das Amtsgericht Buchloe gebildet, dessen Bezirk identisch mit dem vorhergegangenen Landgerichtsbezirk Buchloe war und die Gemeinden Asch, Aufkirch, Blonhofen, Bronnen, Buchloe, Denklingen, Dienhausen, Dillishausen, Dornstetten, Ellighofen, Emmenhausen, Eurishofen, Frankenhofen, Großkitzighofen, Honsolgen, Jengen, Kleinkitzighofen, Lamerdingen, Leeder, Lengenfeld, Lindenberg, Oberdießen, Oberostendorf, Seestall, Ummenhofen, Unterdießen, Unterostendorf, Waal und Waalhaupten beinhaltete.